# Hermanas Franciscanas de Santa Isabel

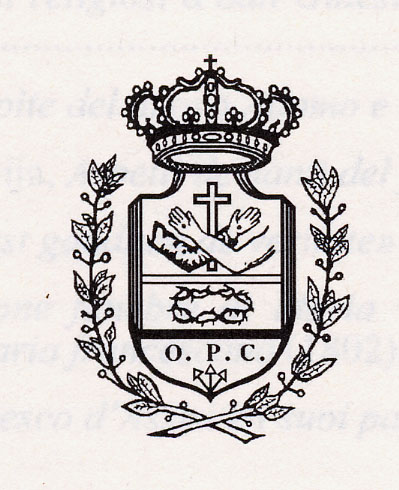
Escudo de la Tercera Orden Regular de San Francisco

Las Hermanas Franciscanas de Santa Isabel (Hermanas Franciscanas Isabelinas, en latín: Sororum Franciscalium a Sancta Elisabeth, en italiano: Suore Francescane Elisabettine; conocidas como Bigie), son un instituto religioso femenino de derecho pontificio. Los miembros de esta congregación añaden a su nombre las iniciales SFEB.

## Historia
La congregación fue fundada en 1864 por el fraile franciscano Ludovico da Casoria (1814-1885) para tener monjas que colaboraran en las obras de caridad que fundaba.
Ya en 1862 se le unieron las jóvenes Margherita Salatino y Maria Concetta Durelli, que vestían el hábito de la tercera orden franciscana; en 1864 asumieron la dirección del orfanato de Capodimonte en Nápoles, luego abrieron una escuela para niñas pobres. En 1939 la comunidad se agregó a la Orden de los Frailes Menores.
La congregación obtuvo el pontificio decretum laudis el 4 de marzo de 1943; sus constituciones fueron aprobadas por la Santa Sede el 15 de agosto de 1959.
El fundador fue beatificado en 1993 y proclamado santo el 23 de noviembre de 2014.

## Actividades y difusión
Las hermanas Bigie, llamadas así por el color gris de su hábito, se dedican a la educación y asistencia a los ancianos y enfermos, colaboran en las obras parroquiales y apoyan a los difuntos con sus oraciones.
Están presentes en Italia, Estados Unidos de América, Panamá, Filipinas, India y África. La sede está en Roma.
Al 31 de diciembre de 2005, el instituto contaba con 259 monjas en 38 casas.